# Васильковский, Вячеслав Викторович
Вячесла́в Ви́кторович Василько́вский (11 июля 1915 — 6 декабря 1941) — советский солдат, кавалер ордена Ленина (посмертно) за подвиг, совершённый им 6 декабря 1941 года в годы Великой Отечественной войны. Во время наступления своего полка на деревню Рябинки Калининской (ныне Тверской) области командир отделения 1319-го стрелкового полка 185-й стрелковой дивизии сержант В. В. Васильковский закрыл грудью огневую точку противника.

## Биография
Родился 11 июля 1915 года в Москве в семье Виктора и Раисы Григорьевны Васильковских. В годы революции семья переехала в Воронежскую область, чтобы пережить голодное время. Здесь в 1919 году отец Виктор Васильковский умер от брюшного тифа. Впоследствии Раиса Григорьевна вышла замуж за Прозорова, брат которого Н. К. Прозоров в 1928 году увёз Вячеслава с собой в Ленинград. В Ленинграде Вячеслав поступил в немецкую школу № 41 ФЗД (бывшая Петришуле) и экстерном сдал экзамены за 3 года. В одном классе с ним учились Лазарь Казиницкий, Лидия Лотман и Валерия Троицкая. В 1934 году он успешно окончил школу и в том же году поступил на исторический факультет Ленинградского университета (ЛГУ).
В годы учёбы В. В. Васильковский интересовался проблемами истории колониальных и зависимых стран. Не имея поддержки от родных, он работал по вечерам преподавателем истории в вечерней школе для взрослых. Тем не менее, несмотря на недостаток времени, он успешно сочетал учёбу с комсомольской и физкультурно-спортивной работой. По свидетельству друзей, Васильковский был значкистом ГТО, разносторонним спортсменом (бегуном, лыжником, пловцом, гимнастом и т. д.).
В 1937 году В. В. Васильковский женился на В. А. Фалеевой. После окончания ЛГУ был направлен на работу в Музей истории религии и атеизма (Казанский собор). 9 ноября 1939 года призван в Красную Армию. Участник советско-финской войны (1939—1940). В 1941 году ему было присвоено звание сержанта.
С первых дней Великой Отечественной войны сержант В. В. Васильковский — в рядах 185-й стрелковой дивизии, которая защищала подступы к Москве. К середине ноября 1941 года немецкие войска были остановлены на последних подступах к столице. Красная Армия готовилась к контрнаступлению.
6 декабря 1941 года в 6 часов утра 1319-й стрелковый полк майора Д. В. Казака перешёл в наступление. В течение дня его подразделения продвинулись на несколько километров и вышли на ближние подступы к деревне Рябинки. Впереди лежало открытое поле, и во избежание больших потерь штурм деревни решили провести в тёмное время суток. Атака началась в десять часов вечера. Когда до окраины Рябинок оставалось около 150 метров, небо озарилось осветительными ракетами. Из двух замаскированных в подвалах домов дзотов немцы открыли шквальный огонь по наступающей советской пехоте, вынудив её залечь в глубоком снегу. Трое бойцов, направленных подавить вражеские огневые точки, погибли. Тогда уничтожить дзоты вызвался сержант Васильковский. Вооружившись четырьмя гранатами, он пополз к переднему краю немцев. По пути сержант был ранен в ногу, но несмотря на боль и сильное кровотечение, сумел вплотную подобраться к первой огневой точке и двумя гранатами уничтожил её. Со второй попытки ему удалось попасть гранатой прямо в амбразуру второго дзота, и вражеский пулемёт замолчал. Однако, когда советские бойцы вновь поднялись в атаку, дзот снова ожил. И тогда Вячеслав Васильковский принял своё последнее решение — закрыл грудью огневую точку врага.
Командующий Западным фронтом генерал армии Г. К. Жуков подписал приказ от 12 декабря 1941 года о награждении Вячеслава Викторовича Васильковского за бесстрашный подвиг посмертно орденом Ленина.

## Память
В 1967 году на месте гибели В. В. Васильковского установлен памятный обелиск, его именем названы улицы в городах Конаково и в Петергофе. На историческом факультете СПбГУ открыта мемориальная аудитория В. В. Васильковского.
В школьном музее Петришуле хранится частичка земли с того места под городом Конаково Тверской области, где выпускник школы Вячеслав Васильковский совершил свой подвиг.